# Tiroteo en la mezquita de Bayona
El tiroteo en la mezquita de Bayona fue un ataque llevado a cabo el 28 de octubre de 2019 cuando un hombre de 84 años atacó una mezquita en la ciudad de Bayona, en el suroeste de Francia.
Según la policía, el atacante trataba de prender fuego a la mezquita cuando fue sorprendido por dos hombres a quienes disparó hiriéndolos de gravedad. Luego le prendió fuego a un vehículo que se encontraba en las inmediaciones y se marchó. El hombre fue arrestado poco después e identificado como Claude Sinké, un antiguo candidato a las elecciones por el partido de extrema derecha Agrupación Nacional (Francia). Sinké murió en prisión poco después.